# Catedral del Espíritu Santo (Penang)
La Catedral del Espíritu Santo es la sede del obispo católico de Penang, Malasia que en la actualidad es el Reverendo Sebastian Francis. Está situado en Green Lane, Penang. Se trata de una iglesia que constituye un Patrimonio de la Humanidad (menor).
La parroquia fue fundada en 1958, con unos 1000 feligreses. Ellos celebraron misas en el comedor del convento de Green Lane. Después de 10 años de duro trabajo recogiendo fondos, estaban listos para construir una iglesia.
La construcción finalizó en 1969 y la iglesia fue bendecida por el entonces obispo de la diócesis de Penang, monseñor Gregory Yong.